# Diócesis de Aberdeen (antigua)
La diócesis de Aberdeen (antigua) (en latín: Dioecesis Aberdonensis y en inglés: Diocese of Aberdeen) fue una circunscripción eclesiástica de la Iglesia católica en el Reino Unido. Se trataba de una diócesis latina, sufragánea de la arquidiócesis de San Andrés. Fue suprimida de hecho en 1560.

## Territorio y organización

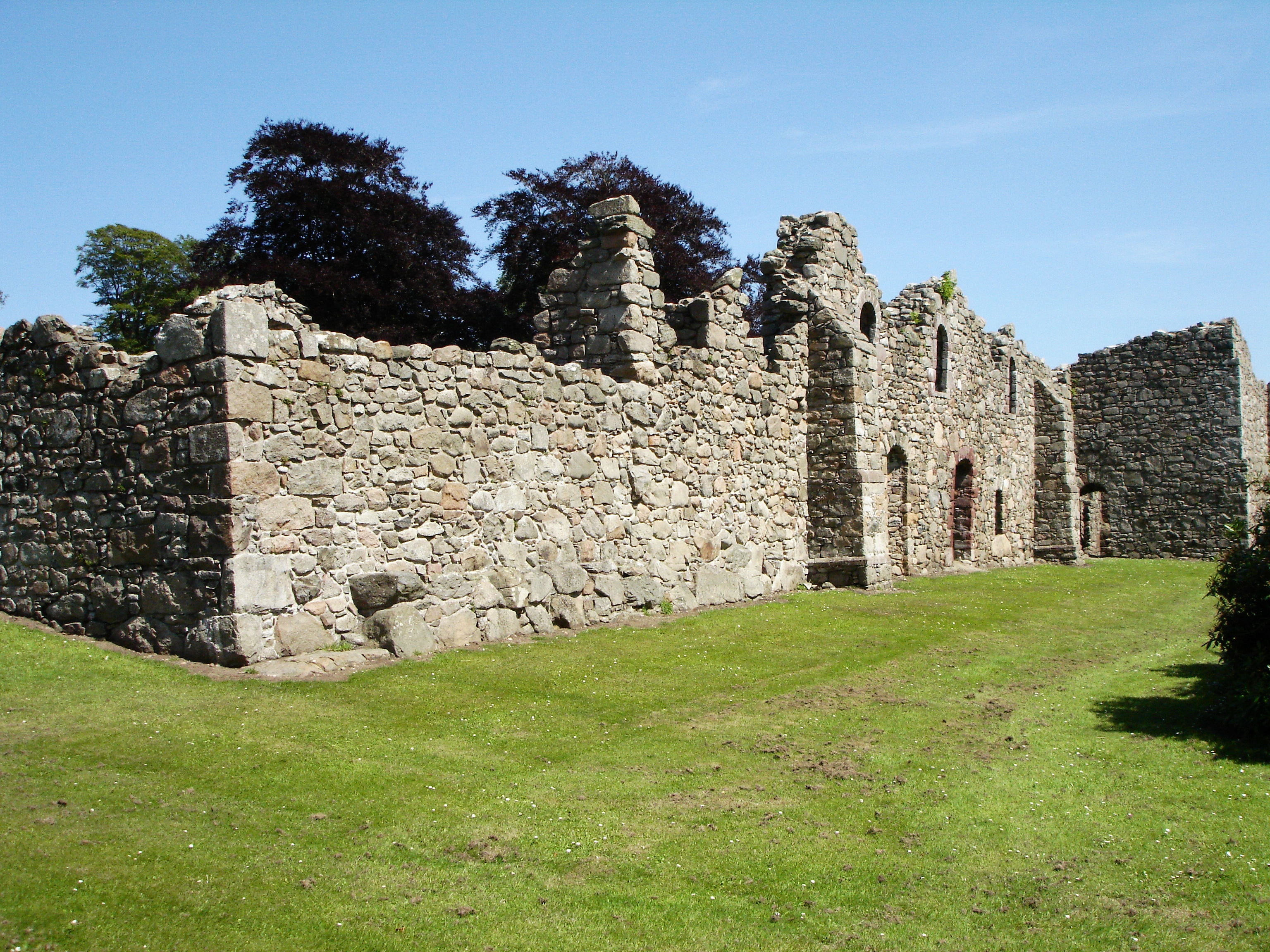
Ruinas de la abadía de Deer

La diócesis extendía su jurisdicción sobre los fieles católicos de rito latino residentes en parte de Escocia. Limitaba al norte y al este con el mar del Norte, al sur con la arquidiócesis de San Andrés y las diócesis de Brechin y de Dunkeld y al oeste con la diócesis de Moray.
La sede de la diócesis se encontraba en la ciudad de Aberdeen, en donde la catedral fue la actual iglesia de San Macario que, luego de ser reducida a solo la nave central y las naves laterales después de ser tomada en 1560 por los protestantes, pertenece hoy a la Iglesia de Escocia. Había varios edificios monásticos en la diócesis, incluidos los monasterios benedictinos de Aberdeen y Fyvie, el cisterciense de Deer y el agustino de Monymusk.

## Historia

### Diócesis de Mortlach
Según la tradición, la diócesis de Mortlach en Banffshire fue erigida en 1010 tras una victoria del rey escocés Malcolm II. Aunque el monasterio de Mortlach esta confirmado, esta tradición no está documentada históricamente y algunos historiadores creen que es puramente legendaria.

### Sede en Aberdeen
En 1131, durante el reinado de David I, la sede episcopal fue trasladada por el obispo Nechtan a Aberdeen (Old Aberdeen), y la iglesia de San Macario, considerada por la tradición como la evangelizadora de la región, fue erigida como catedral. La catedral fue reconstruida durante el episcopado de Alejandro de Kininmund II (segunda mitad del siglo XIV ). Según Taylor, la erección de una diócesis en Aberdeen formaría parte de la transformación de la Iglesia escocesa de Iglesia celta-monástica a Iglesia romana, operación de la que el rey David I fue uno de los protagonistas.
Desde su erección la diócesis estuvo inmediatamente sujeta a la Santa Sede. El 17 de agosto de 1472 pasó a formar parte de la provincia eclesiástica de la arquidiócesis de San Andrés. 
En 1507 el obispo William Elphinstone editó el Breviario de Aberdeen y lo publicó. Fue el primer libro impreso en Escocia.

### Reforma escocesa
El último obispo católico de Aberdeen fue William Gordon, con él la diócesis católica de Aberdeen rompió la comunión con la Santa Sede. El obispo era conocido por su vida licenciosa, ya que engendró ocho hijos con una mujer soltera, Janet Knowles, y mantuvo a su familia con sus ingresos de obispo. En 1560 la Iglesia escocesa rompió sus vínculos con Roma, prohibió la misa y estableció una Iglesia de Escocia. Gordon no era un partidario entusiasta de esta última y, tras el regreso de María Estuardo, reina católica romana de Escocia y su toma de posesión del reino, asumió un perfil bajo y la reina emitió un decreto de protección para la Universidad de Aberdeen, de la que Gordon era rector. Hostil al calvinismo debido a su acento presbiteriano, después de la caída de María en 1567 se tranquilizó en sus intereses por los tonos episcopalianos del nuevo rey Jacobo VI, tanto que encontró acomodo con la Iglesia de Escocia en su primera fase luterana y ocupó el cargo hasta su muerte el 6 de agosto de 1577.
Gordon fue sucedido por David Cunningham, quien continuó la serie de obispos dentro de la Iglesia episcopal escocesa: la diócesis episcopal de Aberdeen fue suprimida oficialmente en la ley escocesa primero durante la Revolución inglesa y luego definitivamente en 1688 después de la Revolución Gloriosa, cuando todas las iglesias y sus bienes fueron asignados a la Iglesia presbiteriana que había abrazado definitivamente el calvinismo y apoyó la revolución. Sin embargo, la Iglesia episcopal no desapareció por completo, y continuó ininterrumpidamente la historia de la diócesis hasta el día de hoy al erigir nuevos templos de culto, y desde 1865 tiene el título de diócesis de Aberdeen y las Islas Orcadas. 
Las misiones católicas en Escocia se reanudaron en el siglo XVII. El vicariato apostólico del distrito de las Tierras Altas (o de las Highlands) fue erigido el 23 de julio de 1727 y el 4 de marzo de 1878 la diócesis de Aberdeen fue restaurada por el papa León XIII, abarcando también el territorio de la antigua diócesis de las Orcadas. 

## Episcopologio
- Nechtan † (antes de 1132-después de 1136)
- Edward † (antes de 1157-1171 falleció)
- Matthew † (2 de abril de 1172 consagrado-julio o agosto de 1199 falleció)
- John † (antes del 26 de diciembre de 1199-1207 falleció)
- Adam de Kald † (29 de enero de 1208-1227 falleció)
- Gilbert de Stirling † (1228-1239 falleció)
- Radulf de Lamblay, O.S.B. † (1239-1247 falleció)
- Peter de Ramsay † (13 de mayo de 1247-1256 falleció)
- Richard de Potton † (1256-1267 falleció)
- Hugh Benham † (23 de julio de 1272-1279 falleció)
- Henry le Chen † (17 de junio de 1282-1329 falleció)
  - Walter Herok † (1329 falleció) (obispo electo)[nota 1]
- Alexander de Kininmund I † (21 de agosto de 1329-1344 falleció)
- William de Deyn, O.S.B. † (13 de septiembre de 1344-20 de agosto de 1350 falleció)
- John de Rait † (19 de noviembre de 1350-1355 falleció)
- Alexander de Kininmund II † (4 de diciembre de 1355-29 de julio de 1380 falleció)
- Adam de Tyninghame † (15 de octubre de 1380-1390 falleció)
- Gilbert de Greenlaw † (19 de enero de 1390-1422 falleció)
- Henry de Leighton † (1 de abril de 1422-1441 falleció)
- Ingram Lindsay † (28 de abril de 1441-1457 falleció)
- Thomas Spence † (21 de noviembre de 1457-? falleció)
- Thomas Vaus † (22 de diciembre de 1458-15 de abril de 1480 falleció)[nota 2]
- Robert Blackadder † (14 de julio de 1480-19 de marzo de 1483 nombrado arzobispo de Glasgow)
- William Elphinstone † (19 de marzo de 1483-25 de octubre de 1514 falleció)[nota 3]
- Alexander Gordon † (6 de junio de 1516-29 de junio de 1518 falleció)
- Gavin Dunbar † (5 de noviembre de 1518-9 de marzo de 1532 falleció)[nota 4]
- William Stewart † (13 de noviembre de 1532-17 de abril de 1545 falleció)
- William Gordon † (17 de mayo de 1546-6 de agosto de 1577 falleció)[nota 5]